# محمدباقر بنی‌عامری
محمدباقر بنی‌عامری، (زاده ۱۳۱۱ خورشیدی - درگذشته ۲۷ بهمن ۱۳۹۴) سرهنگ دوم بازنشسته ژاندارمری، طراح و فرمانده نظامی عملیات نقاب (سرواژهٔ «نجات قیام ایران بزرگ» یا عملیات شاهرخی) که در ادبیات رسمی جمهوری اسلامی کودتای نوژه نامیده می‌شود.

## زندگی‌نامه
وی در شهرستان دامغان به دنیا آمد و دورهٔ ابتدایی و سیکل اول را زادگاهش گذراند و سپس در دبیرستان نظام ثبت‌نام نمود. سرهنگ بنی‌عامری در مهر ۱۳۳۷ دانشکده افسری را با درجهٔ ستوان دومی به پایان رساند و پس از یک دورهٔ شش ماه نظامی به لشکر پنج پیاده "خانه" مستقر در آذربایجان غربی منتقل گردید و این آغازی بود برای ایجاد نظم و امنیت در کردستان، بلوچستان، خراسان و مبارزه با اشرار که به موفقیت‌های بزرگی در ژاندارمری کشور دست یافت.
بنی‌عامری در اوایل سال ۱۹۷۸ در سن ۴۶ سالگی از ژاندرمری بازنشسته شد وی از مخالفان سرسخت اسلام‌گرایان تندرو محسوب می‌شد که خواستار بازگشت نظام سلطنتی به ایران بود. بنی‌عامری از همکاران فعال و نزدیک ارتشبد غلامعلی اویسی بود. وی پس از دو سال با شروع انقلاب اسلامی با تشکیل سازمانی به نام "نظامیان وطن‌پرست ایران (نوپا)" مبارزه علیه رژیم جمهوری اسلامی را شروع کرد. 

### درگذشت
محمدباقر بنی‌عامری در روز سه‌شنبه ۲۷ بهمن ۱۳۹۴ در شهر لندن درگذشت.

## نقش در کودتا
در اسفند ماه ۱۳۵۸ پس از سفری مخفیانه به پاریس و دیدار با بختیار، فرماندهی بخش نظامی عملیات نقاب را بر عهده گرفت. به این ترتیب وی مسئول شاخه نظامی و رضا حاج مرزبان و ابوالقاسم خادم پدر جواد خادم مسئول شاخهٔ غیرنظامی شدند. البته رضا حاج مرزبان در سازماندهی شاخه غیرنظامی پیشرفت زیادی نکرده بود و در بهمن یا اسفند ۱۳۵۸ به اتهام‌هایی نامرتبط به کودتا به همراه ابوالقاسم خادم پدر جواد خادم بازداشت شد.